# 549228 Labuda
549228 Labuda este o planetă minoră (asteroid) din centura de asteroizi. A fost descoperită pe 24 martie 2011 la Piszkéstetői Obszervatórium⁠(d) de Štefan Kürti⁠(d) și a fost numită după Marián Labuda. 
Obiectul prezintă o orbită caracterizată de o semiaxă mare de 2,9184962511205 UAi, o excentricitate de 0,024155787995103, o înclinație de 12,666515226174 ° în raport cu ecliptica.